# Râul Aluniș, Călata
Râul Aluniș este un curs de apă, afluent al râului Călata.

## Hărți
- Harta județului Cluj